# マックス・エシグ
マックス・エシグ（Max Eschig 1872年5月27日 - 1927年9月3日）は、チェコ系フランス人の音楽出版者。20世紀フランスを代表する多くの作曲家の作品を出版し、後に東欧やラテンアメリカの作曲家の作品も取り扱った。

## 生涯
トロッパウ（現在のチェコ、オパヴァ）に生まれた。ドイツのマインツに本社を置くショット社にしばらく勤務した後の1907年にパリへと移り、そこで自らの音楽出版社を立ち上げた。当初、彼はブライトコプフ・ウント・ヘルテル、リコルディ、ショット、ジムロック、ウニヴェルザール他と同じく、フランスを代表する出版者であった。1920年代に多数の既存出版社を傘下に入れ、フランスにおける重要度を大きく高めていった。
エシグは1927年に55歳でパリに没した。

## 会社の沿革

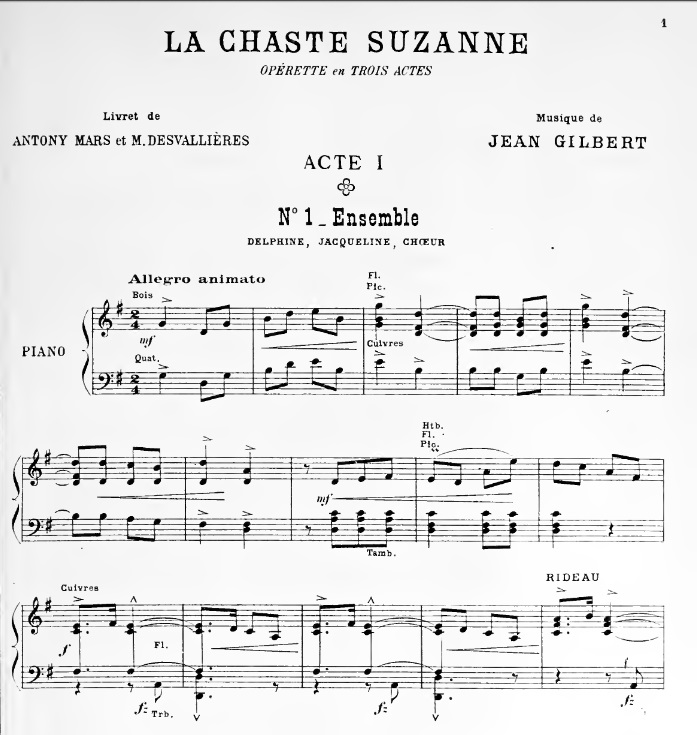
マックス・エシグが1912年に出版したジャン・ジルベールの『Die keusche Susanne』。

エシグははじめ、小品やフランツ・レハールの『メリー・ウィドウ』といったウィーンのオペレッタのフランス語版を出版した。彼自身のカタログにおいては、まずドゥメ社を買収して（1923年）、20世紀の音楽のみに専念した。エミリオ・プジョルと『Bibliothèque de musique ancienne et moderne pour guitare』（1923年より）で提携することにより、エシグはクラシック・ギターのための音楽での一流出版者に躍り出た。1924年以降はエイトル・ヴィラ＝ロボスの作品の出版も手掛けており、ここにもギターのための多くの作品が含まれていた。
エシグの没後は、「Max Eschig & Cie.」として取引していた彼の会社は公開会社に移行し、「Éditions Max Eschig」とブランド名を変更した（1927年終盤から）。後継者として会社を任されたのはウジェーヌ・クル（Eugène Cools 1936年まで）とジャン・マリエッティ（1977年まで）で、社は彼らの時代にLa Sirène musicale社（1940年）、他にもBrousson & Cie.、J. Vieu、G. Spork、P. Dupontといった出版社を吸収していった。マリエッティの妻であったシモーネが1987年まで会社の舵取りを行い、同年にデュランとアンフィオンに合併された。さらにサラベール社と合併してデュラン＝サラベール＝エシグとなる。同社は2007年からユニバーサル・ミュージック・パブリッシング・グループの参加に入っている。海外への配送はハル・レナード・コーポレーションが請け負っている。
Max Eschig & Cie.に最初に加わった作曲家はマヌエル・デ・ファリャであり、オペラ『はかなき人生』や『スペインの庭の夜』が持ち込まれた。ドゥメ社を合併したことにより、エシグはモーリス・ラヴェルの初期作品の一部（『亡き王女のためのパヴァーヌ』、『水の戯れ』、『鏡』）の出版も行うようになっていた。20世紀初期の作曲家としては、アルテュール・オネゲル、シャルル・ケクラン、ダリウス・ミヨー、フランシス・プーランク、エリック・サティ、シャルル・トゥルヌミール、アンリ・ソーゲの作品を多く手掛けた。また、スペインとラテンアメリカの作曲家からはイサーク・アルベニス、レオ・ブローウェル、エルネスト・アルフテル、フェデリコ・モンポウ、ホアキン・ニン、ホアキン・トゥリーナ、ヴィラ＝ロボスらを取り扱った。中央、及び東ヨーロッパの作曲家でエシグが出版したのはボフスラフ・マルティヌー、アレクサンデル・タンスマン、カロル・シマノフスキである。ユニバーサル・グループの一員として、エシグは現代フランス、並びに世界各地の作曲家の作品を刊行し続けている。